# Stade Abdoulaye Makoro Cissoko
Stade Abdoulaye Makoro Cissoko ist ein Mehrzweckstadion in der Republik Mali die Sportstätte befindet sich im südlichen Teil der Stadt Kayes. Die oval angelegte treppenartig ansteigende Zuschauer-Plattform bietet Sitzplätze für rund 15.000 Zuschauer.

## Geschichte
Das Stadion wurde im Auftrage der Regierung unter der Leitung „Ministère de la Jeunesse et des Sports“ von der chinesischen Baufirma COVEC erbaut und 2001 fertigt gestellt. Offizielle Einweihung fand am 10. Januar 2002 mit dem Eröffnungsspiel durch die Malische Fußballnationalmannschaft gegen die Sambische Fußballnationalmannschaft statt, das Siel endete unentschieden (Endstand 1:1). Das Stadion war auch Austragungsort des Coupe d’Afrique des nations de football 2002.
Das Stadion ist auch die Heimspielstätte der „Association sportive Sigui Kayes“ (kurz: AS Sigui Kayes).